# Tournoi d'ouverture du championnat d'Argentine de football 2001
Navigation
Tournoi précédent Tournoi suivant
Le tournoi d'ouverture de la saison 2001 du Championnat d'Argentine de football est le premier tournoi semestriel de la 72e édition du championnat de première division en Argentine. Les vingt équipes sont regroupées au sein d'une poule unique où elles affrontent une fois chacun de leurs adversaires. Il n'y a ni promotion, ni relégation à l'issue de ce tournoi.
C'est le Racing Club qui remporte le tournoi après avoir terminé en tête du classement final, avec un seul point d'avance sur River Plate et neuf sur Boca Juniors. C'est le seizième titre de champion d'Argentine de l'histoire du club, le premier depuis son succès lors de la saison 1966.

## Qualifications continentales
Le vainqueur du tournoi Ouverture est directement qualifié pour la Copa Libertadores 2003. 

## Les clubs participants
| \| Buenos Aires La Plata Rosario Santa Fe Córdoba \| Villes représentées lors de la saison 2001-2002 |
| Buenos Aires La Plata Rosario Santa Fe Córdoba                                                       |

- Talleres (Córdoba)
- Argentinos Juniors
- Gimnasia y Esgrima (La Plata)
- Rosario Central
- Unión (Santa Fe)
- Boca Juniors
- Colón (Santa Fe)
- Belgrano (Córdoba)
- Independiente
- Lanús
- Newell's Old Boys (Rosario)
- Chacarita Juniors
- Racing Club
- San Lorenzo de Almagro
- Estudiantes (La Plata)
- Huracán
- River Plate
- Vélez Sársfield
- Banfield - Promu de Primera B Nacional
- Nueva Chicago - Promu de Primera B Nacional

## Compétition
Le barème utilisé pour établir le classement est le suivant :
- Victoire : 3 points
- Match nul : 1 point
- Défaite : 0 point

### Classement
| Rang | Équipe                        | Pts | J  | G  | N | P  | Bp | Bc | Diff |
| ---- | ----------------------------- | --- | -- | -- | - | -- | -- | -- | ---- |
| 1    | Racing Club                   | 42  | 19 | 12 | 6 | 1  | 34 | 17 | +17  |
| 2    | River Plate                   | 41  | 19 | 12 | 5 | 2  | 51 | 16 | +35  |
| 3    | Boca Juniors                  | 33  | 19 | 9  | 6 | 4  | 41 | 27 | +14  |
| 4    | Colón (Santa Fe)              | 32  | 19 | 8  | 8 | 3  | 24 | 16 | +8   |
| 5    | San Lorenzo de AlmagroT       | 31  | 19 | 8  | 7 | 4  | 28 | 22 | +6   |
| 6    | Estudiantes (La Plata)        | 27  | 19 | 7  | 6 | 6  | 27 | 28 | -1   |
| 7    | Gimnasia y Esgrima (La Plata) | 27  | 19 | 7  | 6 | 6  | 30 | 35 | -5   |
| 8    | Chacarita Juniors             | 26  | 19 | 6  | 8 | 5  | 28 | 24 | +4   |
| 9    | Belgrano (Córdoba)            | 26  | 19 | 6  | 8 | 5  | 17 | 18 | -1   |
| 10   | Independiente                 | 26  | 19 | 7  | 5 | 7  | 26 | 28 | -2   |
| 11   | Argentinos Juniors            | 25  | 19 | 7  | 4 | 8  | 22 | 27 | -5   |
| 12   | Lanús                         | 25  | 19 | 7  | 4 | 8  | 21 | 28 | -7   |
| 13   | Nueva ChicagoP                | 24  | 19 | 7  | 3 | 9  | 26 | 33 | -7   |
| 14   | Newell's Old Boys (Rosario)   | 23  | 19 | 6  | 5 | 8  | 29 | 28 | +1   |
| 15   | Vélez Sársfield               | 22  | 19 | 5  | 7 | 7  | 27 | 30 | -3   |
| 16   | Rosario Central               | 20  | 19 | 5  | 5 | 9  | 18 | 26 | -8   |
| 17   | Unión (Santa Fe)              | 18  | 19 | 3  | 9 | 7  | 23 | 25 | -2   |
| 18   | BanfieldP                     | 18  | 19 | 4  | 6 | 9  | 16 | 24 | -8   |
| 19   | Huracán                       | 14  | 19 | 3  | 5 | 11 | 22 | 39 | -17  |
| 20   | Talleres (Córdoba)            | 13  | 19 | 4  | 1 | 14 | 18 | 37 | -19  |

|  | Qualification directe pour la Copa Libertadores 2003 |
|  | T : Tenant du titre P : Club promu de Primera B      |

## Bilan de la saison
| Championnat d'Argentine de football 2001 |                         |
| Champion                                 | Racing Club (16e titre) |
| Coupes et trophées                       |                         |
| Vainqueur de la Coupe d'Argentine 2001   | Non disputée            |
| Qualifications continentales             |                         |
| Copa Libertadores 2003                   | Racing Club             |
| Promotions et relégations                |                         |
| Promus en Primera Division               | Aucun                   |
| Relégués en Primera B Nacional           | Aucun                   |